# Peter Wilhelm Janssen
Peter Wilhelm Janssen (født 8. juli 1821 på Wangerooge, død 4. november 1903 i Amsterdam) var en hollandsk iværksætter og filantrop. Han var en af grundlæggerne af Deli Maatschappij.

## Liv og gerning

### Tidlige år
Janssen blev født på vadehavsøen Wangeroog(e), på daværende tidspunkt en del af det tyske storhertugdømmet Oldenburg, som søn øens guvernør Carl Anton Janssen og Elisabeth Andreae. Efter sin skolegang i Oldenburg rejste han til Bremen i 1836, da han var 15 år gammel, og arbejdede der blandt andet på et handelskontor med speciale i tobak. I 1843 flyttede han til Amsterdam, hvor han kom til Lavino. Fra 1848 begyndte han at skabe sig en selvstændig karriere. I 1850 forbandt han sig med kornhandleren Barnstorff, med hvem han samarbejdede indtil 1863. De fokuserer oprindeligt på den lukrative kornhandel med Odessa i Rusland. I 1865 blev han naturaliseret som hollandsk statsborger. Janssen forblev en kornhandler indtil 1867.

### Tobakshandler
I 1867 kom han i kontakt med Java-baserede tobaksfabrikant Jacob Nienhuys. Nienhuys havde "opdaget", at tobaksblade af meget høj kvalitet kunne dyrkes på den frugtbare vulkanske jord i regionen Deli på øen Sumatras nordkyst i den daværende Hollandsk Ostindien. Janssen og Nienhuys besluttede at i fællesskab starte en plantage i Deli. Janssen, der allerede havde opbygget betydelig formue i forbindelse med kornhandelen i Østersølandene, investerede de krævede 30.000 kr. Den første afgrøde i 1868 gav et overskud på 37.000 Nederlandske gylden. Den 28. oktober 1869 grundlagde Nienhuys og Janssen Deli Maatschappij. Hovedkontoret lå i Medan. Nederlandsche Handel Maatschappij (NHM) blev ligeledes aktionær i selskabet. Janssen tog sig af salget af tobakken fra Amsterdam, mens Nienhuys forestod plantagerne på stedet. Dette foregik i en periode, hvor Java netop havde afskaffet kultursystemet, og private iværksættere overtog landudnyttelsen. Det blev tilladt iværksættere at fungere som politi og dommere på deres plantager. Omkring 1870 måtte Jacob Nienhuis forlade kysten i øst Sumatra for at undslippe en anklage for drab af syv kulier. Den 24-årige Jacob Theodoor Cremer efterfulgte Nienhuys som administrator. Salget fandt sted ved registrering, en ny metode.[kilde mangler] Janssen forblev direktør indtil 1898, da han trådte tilbage på grund af alder. Efter sin fratrædelse forblev han som tilsynsfører indtil sin død. Han kom aldrig selv til Ostindien.

### Filantrop
Janssen var blevet meget velhavende. Han havde imidlertid forståelse for, at denne velstand var indtruffen takket være Deli Company. Han mente derfor, at hans penge også skulle gavne andre. I sin tid er han blevet særlig berømt på grund af det store antal velgørende organisationer, han grundlagde, regisserede eller økonomisk støttede. Bouwbedrijf Jordaan NV er blot et af mange eksempler. Han flyttede også ind i provinsen Friesland, og i sit sidste livsår i 1903 grundlagde han P.W. Janssen's Friesche Foundation.

## Familie
Janssen giftede sig med Folmina Margaretha Peters (1836-1919) den 24. april 1856, med hvem han havde 2 sønner og 5 døtre. Folminas far kom også fra Tyskland, og ligesom hans svigerinde var medlem af den luthersk-evangeliske kirke. Tre år senere flyttede familien fra Herengracht 215 til Keizersgracht 688. Hans ældste søn, Christian Wilhelm Janssen, efterfulgte sin far i både forretning og velgørenhed. Hans anden søn, August Janssen, fulgte ham fortrinsvis i erhvervslivet.

## Gravsted
Janssen er begravet i Zorgvlied, i dag en del af Amsterdam; hans gravmonument er et nationalt monument. På Bellamyplein i Amsterdam, i en offentlig have siden 1908, er der en buste for Janssen.